# Zuid-Mexicaanse gaai
De Zuid-Mexicaanse gaai (Aphelocoma ultramarina) is een zangvogel uit de familie van de kraaien (Corvidae).

## Verspreiding en leefgebied
Deze soort is endemisch in Mexico en telt twee ondersoorten:
- A. u. colimae: van noordwestelijk Jalisco tot Colima (westelijk Mexico).
- A. u. ultramarina: het zuidelijke deel van Centraal-Mexico.

## Status
De grootte van de populatie is in 2019 geschat op 50.000-500.000 volwassen vogels. Op de Rode lijst van de IUCN heeft deze soort de status niet bedreigd.